# Carlos Moratorio
Carlos Alberto Moratorio Telechea (La Cruz, 10 novembre 1929 – Tandil, 7 marzo 2010) è stato un cavaliere argentino vincitore di una medaglia d'argento alle Olimpiadi di Tokyo 1964.

## Biografia
Ufficiale di cavalleria nell'esercito argentino, partecipò a tre edizioni dei Giochi olimpici (1960, 1964 e 1968), gareggiando nel concorso completo di equitazione: ai Giochi di Tokyo vinse la medaglia d'argento. Nel suo palmarès internazionale figura anche una medaglia di bronzo vinta ai Giochi panamericani del 1963.
Nel 1964 l'Associazione dei giornalisti sportivi argentini gli assegnò l'Olimpia d'Oro come personaggio sportivo  argentino dell'anno.
Fu portabandiera per il suo paese alla cerimonia di apertura delle Olimpiadi di Città del Messico 1968.

## Palmarès
| Anno | Manifestazione      | Sede      | Evento                        | Risultato | Note |
| ---- | ------------------- | --------- | ----------------------------- | --------- | ---- |
| 1963 | Giochi panamericani | San Paolo | Concorso completo individuale | Bronzo    |      |
| 1964 | Giochi olimpici     | Tokyo     | Concorso completo individuale | Argento   |      |